# Kricogonia lyside
La mariposa del guayacán (Kricogonia lyside)  es una especie  de lepidóptero ditrisio  de la familia Pieridae. Sus larvas se alimentan de las hojas de árboles de los géneros Porleria y Guaiacum. Se han registrado notorios eventos de movimientos masivos o migraciones en México y el sur de los Estados Unidos. En las islas del Caribe y el norte de Sudamérica su única planta hospedera es Guaiacum officinale. 

## Clasificación taxonómica
Tradicionalmente se ubica al género Kricogonia en la subfamilia Coliadinae. Sin embargo la genitalia femenina muestra características morfológicas únicas dentro de los piéridos. Por otro lado, todas las plantas hospederas conocidas son atípicas para la familia, y esto puede indicar una historia filogenética particular.
En la literatura se encuentran hasta ocho nombres diferentes para las especies de Kricogonia (K. cabrerai, K. castalia, K. fantasia, K. lanice, K. lyside, K. terissa, K. unicolor, K. xanthophila). A excepción de K. cabrerai, la cual es endémica de Cuba, todos estos nombres se consideran sinónimos de K. lyside.

## Distribución
Esta especie ha sido reportada en Venezuela (toda la costa del Mar Caribe), Colombia (Península Guajira), Costa Rica (Provincia de Guanacaste), México, Estados Unidos, Cuba, República Dominicana y Jamaica,
Curaçao y Aruba.

y recientemente se encontró en una población en Honduras (Arenal (Honduras), Yoro)

## Movimientos migratorios
Se han constatado eventos migratorios importantes en Norteamérica.